# 莱德·格兰吉
哈罗德·爱德华·“莱德”·格兰吉（Harold Edward "Red" Grange，1903年6月13日—1991年1月28日），昵称“跳动鬼影”，是一名曾在伊利诺伊大学、芝加哥熊和活跃时间并不长的纽约扬基诸队效力的美式足球半卫。他与芝加哥熊的签约推动了NFL合同签订的规范化。

## 生平
大学期间，格兰吉是连续三年的全美大学生最佳阵容成员，并率领自己的球队赢得了1923年的全国冠军。他也是1924年全美大学生最佳阵容中唯一一个并非圣母大学四骑士之一的跑卫。同年，格兰吉成为了第一位赢得十大联盟最有价值球员（即芝加哥论坛报银橄榄球奖）的获奖者。
在结束大学生涯后，格兰吉于1925年加入了NFL的芝加哥熊队，由于签约时他仍可以代表伊利诺伊大学效力，因此这一签约引起了舆论的争议。次年，NFL通过了“莱德·格兰吉条例”，从制度上禁止了球员在同一赛季同时为大学球队与职业球队效力的情况。
在新秀合同到期之后，他和他的经纪人C.C.派尔于1926年与AFL联盟球队纽约扬基队签约。但初代AFL联盟仅维持了一年就宣告结束，纽约扬基也被吸收进了NFL。格兰吉在1927年遭遇了严重的膝盖伤病，这使得他错过了整个赛季，并在1929年回归芝加哥熊。他此后一直为熊队效力，直至1934年退役并在此后三年成为了芝加哥熊的后场教练。
格兰吉在晚年时期罹患帕金森氏症，并在1991年于佛罗里达州的威尔士湖病逝。
格兰吉也是最早期的大学美式足球名人堂和美式职业足球名人堂双料成员。

## 荣誉
为了纪念大学橄榄球运动100周年，全美橄榄球作家联盟于1969年评选出了全美历史最佳球队，格兰吉作为唯一全票通过人士入选。1999年，格兰吉在《体育新闻》杂志评选的《100名最伟大的橄榄球运动员》中名列第80名。2007年，格兰吉被ESPN评为大学橄榄球运动史上最伟大的25名运动员之一。
为了纪念格兰吉所取得的成就，伊利诺伊大学于2009年赛季开始前竖起了一尊高12英尺的雕像。2011年，格兰吉被大十联盟广播网评选为大十联盟历史球星第一位。
1931年，格兰吉造访宾夕法尼亚州阿宾顿市的阿宾顿高中。此后不久，阿宾顿高中就将吉祥物的名字改为了格兰吉的昵称“跳动鬼影”。另外，惠顿沃伦维尔南方高中的球场也以格兰吉的名字命名，球队也更名为“惠顿沃伦维尔南方莱德格兰吉老虎队”。该学校每年都会举办“莱德·格兰吉田径邀请赛”以纪念格兰吉在田径领域的贡献。
1978年1月15日，格兰吉担任第12届超级碗的掷硬币嘉宾，这也让他成为了第一位在超级碗开赛前掷硬币的非裁判人士。
每年12月，全美短期大學體育協會都会在伊利诺伊州举行一场名为“莱德·格兰吉碗”的比赛，以表达对格兰吉的纪念。